# Гобакен (Північна Кароліна)
Гобакен (англ. Hobucken) — переписна місцевість (CDP) в США, в окрузі Памліко штату Північна Кароліна. Населення — 99 осіб (2020).

## Географія
Гобакен розташований за координатами 35°15′6″ пн. ш. 76°34′23″ зх. д. / 35.25167° пн. ш. 76.57306° зх. д. (35.251758, -76.573099).  За даними Бюро перепису населення США в 2010 році переписна місцевість мала площу 13,24 км², з яких 13,16 км² — суходіл та 0,08 км² — водойми.

## Демографія
Згідно з переписом 2010 року, у переписній місцевості мешкало 129 осіб у 66 домогосподарствах у складі 37 родин. Густота населення становила 10 осіб/км².  Було 137 помешкань (10/км²).
Расовий склад населення:
| - 98,4 % — білих |

До двох чи більше рас належало 0,8 %. Частка іспаномовних становила 0,8 % від усіх жителів.
За віковим діапазоном населення розподілялося таким чином: 19,4 % — особи молодші 18 років, 48,0 % — особи у віці 18—64 років, 32,6 % — особи у віці 65 років та старші. Медіана віку мешканця становила 53,3 року. На 100 осіб жіночої статі у переписній місцевості припадало 89,7 чоловіків;  на 100 жінок у віці від 18 років та старших — 100,0 чоловіків також старших 18 років.
Цивільне працевлаштоване населення становило 35 осіб. Основні галузі зайнятості: фінанси, страхування та нерухомість — 65,7 %, транспорт — 34,3 %.